# رودخانه واله
رودخانه واله (به لاتین: Vaal River) یک رود در آفریقای جنوبی است که در ایالت آزاد واقع شده‌است.